# Охай, Григорий Ульянович
Григорий Ульянович Охай (23 декабря 1916 года (5 января) 1917, село Большой Токмак, Бердянский уезд, Таврическая губерния, Российская империя — 8 февраля 2002, Днепропетровск, Украина) — советский лётчик-истребитель, участник Советско-финской, Великой Отечественной и Корейской войн. Герой Советского Союза (13.11.1951). Полковник. Член КПСС с 1942 года.

## Биография
Родился в семье рабочего. После окончания 7 классов неполной средней школы поступил на рабфак. Работал на дизелестроительном заводе. В 1934 году поступил в Мелитопольский педагогический институт. Окончил первый курс института в 1935 году.
В сентябре 1935 года призван в ряды Красной Армии. В 1937 году окончил 11-ю военную школу лётчиков имени Пролетариата Донбасса. С 1937 года служил лётчиком в 46-м скоростном бомбардировочном  авиационном полку (Белорусский военный округ), с мая 1938 года — старший лётчик этого полка (полк был передан в Орловский военный округ). С декабря 1938 года — лётчик 1-го легкобомбардировочного авиационного полка (Белорусский военный округ). С 9 января 1940 года — старший лётчик 39-го скоростного бомбардировочного авиационного полка (Ленинградский военный округ).
В составе этого полка (включённого в 15-у авиабригаду, ВВС 13-й армии, Северо-Западный фронт) с января по март 1940 года участвовал в советско-финской войне, где совершил 28 боевых вылетов на самолёте СБ. В том числе 2 февраля 1940 года принял участие в авианалёте на город Сортавала.
В 1941 году окончил Рязанскую высшую школу штурманов ВВС. С августа 1941 года служил в 13-м запасном истребительном авиационном полку (Приволжский военный округ), который действовал в городе Кузнецк Пензенской области: лётчик-инструктор, с ноября 1942 года — командир звена 13-го ЗИАП, с мая 1944 года — штурман эскадрильи, с июня 1945 года — заместитель командира эскадрильи по лётной подготовке. Подготовил фронту 85 лётчиков-истребителей. Участник Великой Отечественной войны: в июле — августе 1943 года находился на боевой стажировке в 897-м истребительном авиационном полку 17-й воздушной армии (Юго-Западный фронт). Участвовал в Курской битве. Воевал на истребителях Як-1, побед не имел.
С октября 1945 года — заместитель командира эскадрильи 18-го гвардейского истребительного авиаполка (303-я истребительная авиационная дивизия, Белорусский военный округ). С декабря 1945 года — командир эскадрильи 272-го истребительного авиаполка в той же дивизии, с марта 1947 года — командир эскадрильи 523-го истребительного авиаполка той же дивизии, а в сентябре 1948 года вместе с полком прибыл в состав 56-го истребительного авиационного корпуса ПВО (78-я воздушная истребительная армия ПВО, Московский район ПВО). В марте 1951 года капитан Г. У. Охай был назначен помощником командира 523-го истребительного авиаполка по тактике воздушного боя и воздушной стрельбы, а через несколько дней после этого назначения с полком отправлен в «заграничную командировку». Два месяца в Мукдене (Китай) готовился к боям.
С 28 мая 1951 года по 20 февраля 1952 года — участник Корейской войны, в которой полк воевал в составе дивизии генерал-майора авиации Г. А. Лобова. Летал на реактивном истребителе МиГ-15. За время участия в боевых действиях им было совершено 122 боевых вылета, проведено 68 воздушных боёв, одержано 11 воздушных побед (все победы — личные). На войне был ещё раз повышен в должности, будучи в январе 1952 года назначен заместителем командира — лётчиком-инспектором 523-го ИАП.
Ещё в ходе боёв, Указом Президиума Верховного Совета СССР от 13 ноября 1951 года капитану Григорию Ульяновичу Охаю присвоено звание Героя Советского Союза с вручением ордена Ленина и медали «Золотая Звезда».
После возвращения в СССР продолжил службу в том же авиационном полку, который стал дислоцироваться на аэродроме Воздвиженка в Приморском крае. В сентябре 1953 года был назначен командиром 523-го истребительного авиаполка. С июля 1954 года служил в штабе 29-й воздушной армии (Дальневосточный военный округ). С декабря 1956 года — старший инспектор-лётчик по технике пилотирования отдела боевой подготовки и высших учебных заведений 54-й воздушной армии, с мая 1957 года — старший лётчик-инспектор по технике пилотирования 11-го смешанного авиационного корпуса 1-й воздушной армии (Дальневосточный военный округ), с июня 1958 года — начальник отдела боевой подготовки этого корпуса. С сентября 1960 года полковник Г. У Охай - в запасе.
Жил в Днепропетровске. До 1978 года работал в Гражданской авиации.
Умер 8 февраля 2002 года в городе Днепропетровске. Похоронен на Аллее Героев Запорожского кладбища в Днепропетровске.
Мемориальная доска установлена в Днепре на доме, в котором жил Герой (Скориковский переулок, д. 4а).

## Награды
- Герой Советского Союза (13.11.1951)
- Орден Ленина (13.11.1951)
- Орден Красного Знамени (4.06.1955)
- Орден Отечественной войны 1-й степени (11.03.1985)
- Орден Отечественной войны 2-й степени (28.11.1945)
- 2 ордена Красной Звезды (15.11.1950, 10.11.1951)
- медали СССР, в том числе:
  - Медаль «За отвагу» (20.05.1940)
  - Медаль «За боевые заслуги» (6.11.1946)
  - Медаль «За победу над Германией в Великой Отечественной войне 1941—1945 гг.» (1945)
- Медаль «Китайско-советская дружба» (КНР)